# Mika Ääritalo
Mika Ääritalo, né le 25 juillet 1985 à Taivassalo en Finlande est un footballeur international finlandais. Il évolue au poste d'attaquant.

## Biographie

### En sélection
Mika Ääritalo honore sa première sélection avec l'équipe nationale de Finlande le 21 mai 2010 contre l'Estonie. Il est titularisé et son équipe s'impose par deux buts à zéro. Il inscrit son premier et unique but pour la Finlande le 22 janvier 2012, lors d'un match amical contre Trinité-et-Tobago. Il est titularisé et son équipe s'impose par trois buts à deux.

### Divers
Mika Aaritalo est surtout connu pour avoir sur Football Manager 2008 des notes plus que déroutantes faisant de lui à seulement 21 ans le joueur favori des fans du jeu étant donné son faible prix et son fort potentiel[réf. nécessaire].

## Palmarès
- TPS Turku
  - Vainqueur de la Coupe de Finlande en 2010.
  - Vainqueur de la Coupe de la Ligue finlandaise en 2012.